# Stemma della Guinea
Lo stemma della Guinea è il simbolo araldico ufficiale del paese, adottato nel dicembre 1993. 

## Descrizione
Esso consiste in uno scudo bianco bordato in oro con raffigurato un ramoscello d'olivo, tenuto nel becco dalla colomba che corona lo scudo stesso, entrambi simbolo di pace. La parte inferiore dello scudo contiene i tre colori della bandiera nazionale (rosso, giallo e verde) ed è chiusa dal cartiglio che riporta il motto del paese: Travail, Justice, Solidarité (in francese "lavoro, giustizia, solidarietà").
La prima versione dello stemma, adottata il 4 aprile 1984, comprendeva anche, incrociati fra loro sovrapposti sul ramoscello d'olivo, un fucile (a destra) e una spada (a sinistra) incrociati, a simboleggiare la difesa del paese.